# 相模原警察署
相模原警察署（さがみはらけいさつしょ）は、神奈川県警察が管轄する警察署の一つ。

## 概要
相模原市警察部隷下、第四方面に属する神奈川県下屈指の大規模警察署である。署員数は300名以上、署長には警視正があてられる。識別章所属表示はGK。
平成期における市町合併以前は旧相模原市北部までの広範囲を管轄していたが、110番指令件数が全国屈指となり、神奈川県下で最も犯罪が多発する地域になるなど治安悪化が常態化したことから、業務負担軽減の為、2006年に新たに相模原北警察署が設置され、管轄範囲のおよそ北半分を移管された。しかし依然として犯罪発生率や交通事故発生率は高く、刑法犯罪発生率も神奈川県下では常に上位に位置する、およそ27万人（警察署別管内居住人口第7位）が居住する相模原市中央区の治安を担っている（JR相模原駅周辺は警察本部により歓楽街総合対策重点取締地区に指定されている）。
管轄区域内には在日米陸軍相模総合補給廠があり、国内でサミット等が開催される際は神奈川県下各方面から警備が増員される。また毎年春には市民桜まつり、夏季には上溝夏祭りや相模川花火大会等が開催され多くの人出があることから、署員総出で雑踏警備にあたっている。
管内には指定暴力団稲川会系組事務所が存在する。また管轄区域北側は東京都と隣接しており、しばしば警視庁と相互の緊急配備や事件手配が行われ、その訓練も行われている。
署内に刑事部機動捜査隊の相模原分駐所や警備部直轄警察隊（管区機動隊）が配備されているほか、他の神奈川県警察施設として管内には神奈川県警察学校由野台分校が存在する。
2012年（平成24年）以降、繁華街等における街頭犯罪抑止対策のため、街頭防犯カメラを運用している、神奈川県下で数少ない警察署の一つである。 

## 所在地
- 相模原市中央区富士見一丁目1番1号
  - 最寄駅：JR横浜線相模原駅

## 管轄区域
- 相模原市中央区
  - 管轄面積：44.41km2

## 沿革
- 1926年7月1日 - 藤沢警察署溝分署が溝警察署に昇格。
- 1932年1月 - 溝警察署を上溝警察署に改称。
- 1948年3月7日 - 警察法の施行に伴い、自治体警察として相模原町警察が発足。上溝警察署を相模原町警察署に改称。
- 1952年5月19日 - 住民投票の結果、自治体警察の廃止決定。
- 1952年6月1日 - 国家地方警察神奈川県相模原地区警察署に改称。
- 1954年7月1日 - 警察法の改正に伴い、神奈川県相模原警察署となる。
- 1972年9月4日 - 米陸軍相模総合補給廠へのベトナム戦争反戦デモ隊の一部が暴徒化し、群衆約1500人が警察署前に集結。投石等により署の窓ガラス等が破壊されたため、機動隊らにより暴徒鎮圧が行われ、6人を公務執行妨害で逮捕[2]。
- 1962年4月16日 - 現在地に新庁舎を建設のうえ移転。
- 1974年8月1日 - 管轄区域のうち、相模原市南部を新設された相模原南警察署に移管。
- 1982年11月26日 - 庁舎が建替えられ、新庁舎にて業務開始。
- 1987年4月1日 - 田名派出所を新設し、堀之内駐在所および久所駐在所を廃止。
- 2006年4月1日 - 管轄区域のうち、相模原市北部を新設された相模原北警察署に移管。

## 組織
- 署長（警視正）
- 副署長（警視）
- 地域担当次長（警視）
- 会計担当次長（警視相当職）
- 生活安全担当次長（警視）
- 刑事担当次長（警視）
- 交通担当次長（警視）
- 警務課 - 警務係、住民相談係
- 留置管理課（2016年度（平成28年度）新設） - 管理係
- 会計課 - 会計係
- 生活安全第一課 - 防犯少年係
- 生活安全第二課 - 経済係、保安係
- 地域第一課 - 地域企画係、地域係
- 地域第二課 - 地域係
- 地域第三課 - 地域係

（警ら用無線自動車5台、小型警ら車4台）
- 刑事第一課 - 刑事総務係、強行犯係、盗犯係、鑑識係
- 刑事第二課 - 知能犯係、暴力犯係、薬物銃器対策係、国際犯係
- 交通第一課 - 交通総務係
- 交通第二課 - 交通捜査係、交通指導係
- 警備課 - 公安係、外事係、直轄警察隊

（13課体制）
※ 相模原警察署は厚木警察署、大和警察署とともに神奈川県の警察署で最大の13課体制の組織である。
※「神奈川県警察の組織に関する規則（昭和44年神奈川県公安委員会規則第2号）」を参考にした。

## 交番
- 相模原駅前交番 相模原市中央区相模原一丁目1番2号
- 横山交番 相模原市中央区横山四丁目5番10号
- 星が丘交番 相模原市中央区陽光台二丁目4番3号
- 淵野辺駅南口交番 相模原市中央区鹿沼台一丁目13番24号
- 淵野辺駅北口交番 相模原市中央区淵野辺三丁目5番5号
- 相生交番 相模原市中央区相生二丁目17番8号
- 上溝交番 相模原市中央区上溝七丁目19番20号
- 田名交番 相模原市中央区田名4766番地1
- 番田交番 相模原市中央区上溝411番地1（2008年（平成20年）4月に駐在所より変更）
- 南橋本駅前交番 相模原市中央区南橋本一丁目16番13号

2010年（平成22年）4月、管轄区域の変更に伴い、それまで当署の所管であった麻溝交番は相模原南警察署の所管となった。

## 連絡所
- 相模原北警察署との合同警戒区域が存在するため、同署橋本五差路交番に当署の連絡所が設置されている。

## 街頭緊急通報装置
- JR相模原駅周辺（相模原市中央区相模原一丁目及び二丁目）5基（設置総数は神奈川県下最多）

## 自動車ナンバー自動読取装置（Nシステム）
- 相模原市中央区鹿沼台二丁目（国道16号）
- 相模原市中央区相生一丁目（国道16号）
- 相模原市中央区上溝三丁目（神奈川県道54号相模原愛川線）
- 相模原市中央区上溝六丁目（神奈川県道46号相模原茅ヶ崎線）
- 相模原市中央区小山一丁目（神奈川県道・東京都道503号相模原立川線）
- 相模原市中央区淵野辺本町三丁目（神奈川県道・東京都道57号相模原大蔵町線）

## 過去の重大事件・事故
- 京都・神奈川親族連続殺人事件